# Cratère Nadir
Pour les articles homonymes, voir Nadir.
Le cratère Nadir est une structure géologique circulaire découverte en 2022 dans l'océan Atlantique, à 400 km au large de la Guinée, à la limite du plateau continental, et possiblement un cratère d'impact. Enfoui sous 300 à 400 mètres de sédiments, il mesure 8,5 kilomètres de diamètre. Vraisemblablement d'origine cosmique et non volcanique, il date d'il y a 66 Ma, ce qui correspond à l'extinction Crétacé-Paléogène qui a vu la disparition des dinosaures. L'objet céleste à l'origine du cratère Nadir pourrait ainsi provenir du même objet qui aurait donné celui ayant formé le cratère de Chicxulub.
Une proposition de forage de la structure a été faite dans le cadre du programme IODP, afin de valider son origine cosmique.